# آقای وزغ ساکن تود هال

پوستری مربوط به یکی از اجراهای تئاتری آقای وزغ ساکن تود هال در سال ۲۰۰۸

آقای وزغ ساکن تود هال (انگلیسی: Toad of Toad Hall) نمایشنامه‌ای به قلم آلن الکساندر میلن است که نخستین بار در ۲۱ دسامبر ۱۹۲۹ در لیورپول به روی صحنه رفت. میلن این نمایشنامه را با اقتباس از یکی از شخصیت‌های رمان باد در درختان بید اثر کنت گراهام به نام آقای وزغ نوشت. این نمایش در سال ۱۹۳۰ در تئاتر وست اند و از آن پس به دفعات طی دهه‌های بعدی اجرا شده‌است.
بازیگران مشهوری در نقش‌های اصلی این تئاتر ظاهر شده آند که از آن میان می‌توان به مایکل بیتس، نیکی هنسون، مایکل هوردرن، پل اسکوفیلد، مایکل ویلیامز، پاتریک وایمارک، آلن بادل، کلایو رویل، جودی دنچ، ایان مک‌کلن، ریتا تاشینگهم و دیوید سوشی اشاره کرد.